# Cestrotus polygrammus
Cestrotus polygrammus är en tvåvingeart som först beskrevs av Walker 1861.  Cestrotus polygrammus ingår i släktet Cestrotus och familjen lövflugor. Inga underarter finns listade i Catalogue of Life.